# Igreja de Nossa Senhora do Ar (Lajes)
Igreja de Nossa Senhora do Ar é um templo religioso católico que encontra-se erguido em Lajes, no alto da Serra de Santiago, na Serra da Praia da Vitória, em lugar que domina todo o Aeroporto das Lajes. Desenhada num estilo cheio de belos motivos, esta ermida começou a ser construída em Dezembro de 1949, tendo a respectiva primeira pedra sido colocada no dia 8 deste mesmo mês.
Assente sobre uma Cruz de Cristo formada pelos arruamentos ajardinados que a rodeiam, o seu acesso faz-se por uma escadaria, sendo caracterizada por um gracioso alpendre na fachada. No seu interior existe um lindo altar de mármore branco assente sobre colunas de mármore escuro. O sacrário de bronze foi construído pelos mecânicos da unidade da Base Aérea n.° 4. A imagem de Nossa Senhora do Ar, padroeira da Força Aérea Portuguesa, fica num nicho de mármore também escuro. As paredes laterais da capela são revestidas por um lambril de belos e sugestivos azulejos com cenas alegóricas da Vida de Nossa Senhora, sendo o sobrado todo de macacaúba.
A inauguração solene deste templo efectuou-se no dia 26 de Abril de 1953, após uma missa campal celebrada em frente da mesma, pelo bispo da Diocese de Angra do Heroísmo e ilhas dos Açores, D. Guilherme Augusto da Cunha Guimarães. As cerimónias que tiveram a presença das principais autoridades da Ilha Terceira e do governador militar do arquipélago.
A construção da ermida de Nossa Senhora do Ar teve grandes animadores nas pessoas dos comandantes daquela base aérea.